# Subtravel
Subtravel è una canzone di Farolfi vs. Gambafreaks, cantata da Patsy Kensit e pubblicata nel 2004. È il quarto singolo di Farolfi dopo i singoli pubblicati con il progetto Tamperer featuring Maya.

## Il brano
Il brano vede la collaborazione tra Alex Farolfi e Stefano Gambarelli (a.k.a. Gambafreaks) che per l'occasione campionano la nota voce di Patsy Kensit, arrivata al successo negli anni '80 con gli Eighth Wonder. Il brano è appoggiato su un tempo terzinato che mischia sonorità dance e house, il tutto è arricchito dalla voce della cantante che canta un testo minimo a ripetizione. Il pezzo, che risulta essere molto attraente, è un mix adatto a chi cerca sonorità commerciali ma anche per chi preferisce qualcosa di maggiore qualità.
Il testo ripetuto continuamente durante l'intero brano è una campionatura del ritornello del brano "Use Me" (1989) degli Eighth Wonder.